# Josef Brian Baccay
Josef Brian Baccay (* 29. April 2001 in Oslo) ist ein norwegischer Fußballspieler. Er ist ein linker Außenverteidiger und steht seit 2022 bei Odds BK unter Vertrag.

## Karriere

### Verein
Josef Brian Baccay, dessen Vater Filipino und dessen Mutter Norwegerin ist, begann mit dem Fußballspielen bei Kolbotn IL in Kolbotn (heute Nordre Follo) im Großraum Oslo und wechselte später in die Jugend von Lillestrøm SK. Dort unterschrieb er am 11. Juni 2018 seinen ersten Profivertrag, der bis 2021 Gültigkeit hat. Am 22. April 2019 debütierte Baccay im Alter von 17 Jahren beim 0:2 am 4. Spieltag der Saison 2019 in der Eliteserien, als er in der Schlussphase für Daniel Gustafsson eingewechselt wurde. In dieser Saison absolvierte er lediglich 8 Pflichtspiele (darunter 6 im Ligaalltag). Zum Saisonende stieg Lillestrøm SK in die OBOS-Ligaen ab, nachdem sie in der Relegation IK Start unterlagen. Im Juli 2020 wurde Josef Brian Baccay an Fredrikstad FK verliehen. Dort sammelte er Spielpraxis und absolvierte 11 Pflichtspiele. Zur Saison 2021 kehrte Baccay zwar zu Lillestrøm SK zurück, doch im Juli des Jahres wurde er kurzzeitig für zwei Partien an Kongsvinger IL ausgeliehen. Bis Jahresende kam er noch zu zwei weiteren Einsätzen für LSK, doch im März 2022 wechselte er fest zum Ligarivalen Odds BK.

### Nationalmannschaft
Im Jahr 2017 absolvierte Josef Brian Baccay 5 Testspiele für die norwegische U16-Nationalmannschaft. Ein Kalenderjahr später kam er zu 12 Einsätzen für die U17-Junioren Norwegens und nahm an der U-17-Fußball-Europameisterschaft 2018 in England teil. Bei diesem Turnier kam Baccay in allen Spielen seiner Mannschaft zum Einsatz und schied mit Norwegen im Halbfinale gegen Gastgeber England aus. Im Jahr 2019 spielte er in ebenfalls 12 Spielen für die U18-Nationalmannschaft von Norwegen. Von 2019 bis 2021 absolvierte er dann noch vier Partien für die U-19-Auswahl.